# 日本カジノ学院
日本カジノ学院（にほんカジノがくいん、英: Japan Casino Academy）は、CEC株式会社が運営していたカジノディーラー養成学校である。

## 概要
2014年9月、IR推進法の成立を見越し、贄田崇矢が「CEC株式会社」を設立。CECは「カジノ・エンターテインメント・クラブ」の略である。2015年2月にディーラー養成学校「日本カジノ学院 四谷校」を東京都新宿区に開設。2017年には約100人の生徒数を数えた。5月には、IR誘致の候補地の一つである大阪府に「大阪校」を開設し、西日本に進出。ディーラー養成のみならず、将来的にはショッピング・ホテルなどの周辺事業やカジノ自体の運営を手掛ける目論見もあった。
2018年7月にIR整備法が成立したことを受けて本格展開を図り、同月下旬には産経新聞の大阪版と東京版に一面広告を掲載。当初は年内に全国で10校の開設を計画していた。
2019年には全国に7校を運営し、ディーラー養成学校として国内最大手の規模に拡大。売上高は2018年8月期に1億4400万円、2020年8月期に1億2000万円に上ったが、新型コロナウイルス感染症の拡大に伴う休業や入学希望者の減少で資金繰りが悪化。東京校と恵比寿校以外を休校とし規模縮小を進めていたが、2022年8月17日、東京地裁より破産手続き開始決定を受けた。負債額は約1億円。経営悪化の一方で2021年頃からは「莫大な資産を築ける」と謳い幹部候補生オーディションを複数回にわたって開催していた。

## 沿革
- 2014年9月、「CEC株式会社」を設立。
- 2015年2月、「日本カジノ学院」四谷校を開設。
- 2017年5月、大阪校を開設[12][6]。
- 2018年3月、名古屋校を開設。
- 2018年4月、福岡校を開設[13]。
- 2018年7月、札幌校を開設。
- 2022年8月、東京地裁より破産手続き開始決定を受けた。

## 校舎
2015年2月に四谷校を開設。四谷には先発の養成学校「日本カジノスクール」も東京校を設置していた。2017年5月、大阪府と大阪市がIR誘致を目指していることから大阪校を大阪市西区に開設。初めは生徒が少なかったが年末より増え始め、翌2018年8月には、主婦や学生、会社員など10代～60代の50人以上が在籍。2018年3月には名古屋校を開設。4月には、長崎県がハウステンボスへのIR誘致を計画していることを踏まえ、6校目となる福岡校を福岡市博多区に開設。県外からも生徒を受け入れられるよう、短期賃貸マンションを用意し滞在しながら学べる体制とした。福岡校には20代を中心に25人ほどが在籍。各校で毎月20人程度が入学し、入学者の男女比は半々、多くは30代前後だった。新橋校、池袋校、横浜校、沖縄校を設ける計画もあった。
2019年には全国で7校を展開、生徒数は合計で約800人。2020年9月時点の生徒数は、渋谷校で120人超、大阪校で80人超、他は50人前後。
- 四谷校 - 新宿区舟町[17]。2015年2月開校[21]。
- 大阪校 - 大阪市西区北堀江。2017年5月13日開校[6]。
- 渋谷校 - 渋谷区神南。2017年5月19日開校[22]。
- 立川校 - 立川市錦町[17]。2017年開校。
- 名古屋校 - 名古屋市中区栄。2018年3月15日開校[23]。2020年9月18日に中区錦から中区栄へ移転[24]。
- 福岡校 - 福岡市博多区中洲。2018年4月15日開校[13]。2020年10月に博多区博多駅東から博多区中洲へ移転[25]。
- 札幌校 - 札幌市中央区北2条東。2018年7月6日開校[26]。
- 恵比寿校 - 渋谷区恵比寿西。2018年8月13日開校[27]。
- 東京校 - 新宿区西新宿[11]。

## 課程
基本を学ぶコースから実地研修を行うコースまで、4つのコースがあった。半年から1年の期間で、ゲームの進行方法や不正行為の見極め方などを学ぶ。ゲームのうち、バカラ、ブラックジャック、ポーカー(テキサス・ホールデム)、ルーレットの4種類を重要と位置付け実技科目を設置。座学ではスロットやクラップスも扱っていた。マネージャークラスの人材育成を目指し、人材育成論やマーケティング、依存症に関する講座も設けていた。